# Véracrisol
Le véracrisol est un sol ou humus caractérisé par :
- un pH acide (de 5,5 à 6,5) voire très acide (inférieur à 5,5),
- une bonne humidité et chaleur (climat),
- une épaisseur de 50 cm dû à l'activité de vers de terre malgré l'acidité,
- une faible perméabilité en profondeur au passage des fluides.

Les véracrisols se rencontrent surtout dans le piémont pyrénéen sur des terrains limoneux plats formés par les terrasses alluviales d'anciens cours d'eau pyrénéens. On les retrouvent notamment sur le plateau de Lannemezan et le plateau de Ger, les véracrisols forment 0,1% des sols du territoire français métropolitain.

## Étymologie
Le mot est un néologisme crée pour référencer les différents types de sol en France : il est formé par l'accolement des mots « ver » et « acrisol », ce dernier voulant dire « sol très acide ». Le véracrisol fait donc référence à sol dont on note une forte activité des vers malgré un pH acide.